# ウェルボア・エリス (初代メンディップ男爵)
初代メンディップ男爵ウェルボア・エリス（英語: Welbore Ellis, 1st Baron Mendip PC FRS、1713年12月15日 – 1802年2月2日）は、グレートブリテン王国の政治家、貴族。庶民院議員（在任：1741年 – 1790年、1791年 – 1794年）、下級海軍卿（Lord of Admiralty、在任：1747年 – 1755年）、アイルランド副大蔵卿（在任：1755年 – 1762年、1770年 – 1777年）、戦時大臣（在任：1762年 – 1765年）、海軍財務長官（在任：1777年 – 1782年）、アメリカ担当国務大臣（1782年）を歴任した。選挙区への影響力を有さなかったが、50年以上庶民院議員を務め上げ、度重なる政権交代にもかかわらず30年以上官職を務め続けたため、どんな内閣にもついていく小役人（placeman）の代名詞という不名誉な評価が下されたが、『英国議会史』（1964年）はこれを不当な評価だとした。

## 生涯

### 生い立ち
キルデア主教ウェルボア・エリス（1661年/1662年 – 1734年1月1日）と妻ダイアナ（Diana、旧姓ブリスコー（Briscoe）、1739年没、サー・ジョン・ブリスコーの娘）の末男として、1713年12月15日にキルデアで生まれた。兄が5人いたが、全員父に先立って死去している。エリス家は元々ヨークシャー出身の家系だった。
1727年から1732年までウェストミンスター・スクールで教育を受けた後、1732年6月15日にオックスフォード大学クライスト・チャーチに入学、1736年6月5日にB.A.の学位を修得した。1734年1月1日に父が死去すると、盛大な葬儀を挙げ、父が埋葬されたダブリンのクライストチャーチ大聖堂に父の記念碑を建てた。
1738年7月8日に伯父ジョン・エリスが生涯未婚のまま死去すると、アイルランドでの地所を継承した。この地所はもう1人の伯父ウィリアム・エリスが1691年に私権剥奪された後、1699年にジョン・エリスが取得したものであり、1700年に一旦失ったものの1702年に取り戻している。

### 政界入り
1741年イギリス総選挙で与党派候補としてクリックレイド選挙区（2人区）から出馬したが、5月5日に候補者3人全員の当選が宣告されたため、決定は庶民院に委ねられた。候補者3人のうち、チャールズ・ゴアはハートフォードシャー選挙区でも当選したため、争わずに撤退し、同年12月24日にエリスの当選が宣告された。
議員に就任すると、与党の支持者として行動した。具体的には、1743年12月に野党が提出したハノーファー兵の援助中止動議への反対演説をしたほか、1744年11月と1745年10月に国王演説への返答動議に賛成（seconded）、1746年4月にハノーファー兵への援助に賛成、1747年4月に1745年ジャコバイト蜂起を受けたスコットランド世襲的司法権廃止法案への賛成演説をした。

### 下級海軍卿（1747年 – 1755年）

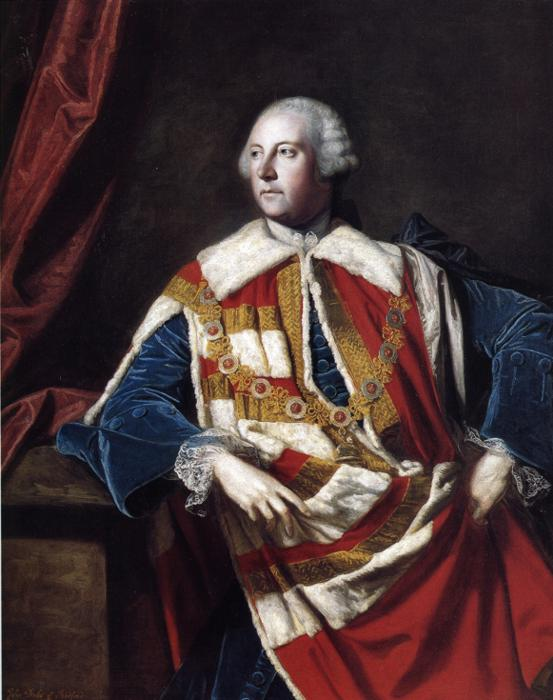
第4代ベッドフォード公爵ジョン・ラッセル、ジョシュア・レノルズ画。

1747年6月23日、下級大蔵卿（Lord of Treasury）に昇進したジョージ・グレンヴィルの後任として下級海軍卿（Lord of Admiralty）に任命された。同年7月の総選挙では首相ヘンリー・ペラムの推薦を受けてウェイマス・アンド・メルコム・レジス選挙区に鞍替え、当選を果たした。
下級海軍卿への任命は海軍卿の第4代ベッドフォード公爵ジョン・ラッセルも同意しており、1747年から1754年には海軍本部の庶民院における主な代弁者として目された。首相ペラムは1754年3月に死去したが、エリスは下級海軍卿に留任、同年4月の総選挙では後任の首相である初代ニューカッスル公爵トマス・ペラム＝ホリスの支持を受けて再選した。

### アイルランド副大蔵卿（1755年 – 1762年）

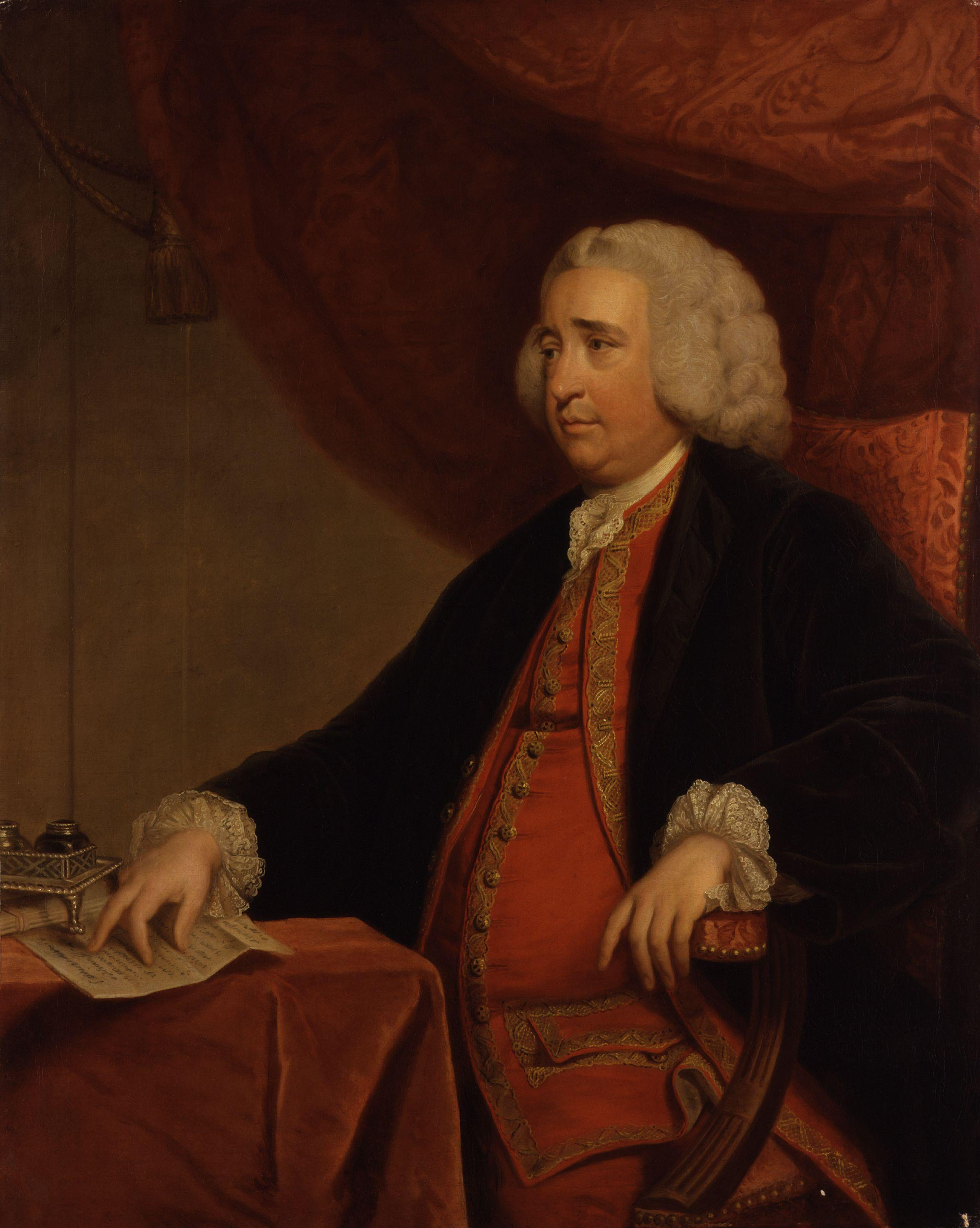
エリスのパトロンであるヘンリー・フォックス、ジョシュア・レノルズ画。

政界でのパトロンにヘンリー・フォックスがおり、1755年9月にフォックスが南部担当国務大臣に就任すると、フォックスはエリスの昇進を要求した。フォックスはエリスを戦時大臣に就かせようとして失敗した後、下級大蔵卿（Lord of Treasury）への就任を打診したが、エリスは下級大蔵卿を務めたがらず、12月に下級海軍卿からアイルランド副大蔵卿に転じた。1756年11月のピット＝デヴォンシャー公爵内閣ではおそらく首相の第4代デヴォンシャー公爵ウィリアム・キャヴェンディッシュにより再び戦時大臣に推されたが、国王ジョージ2世は第2代バリントン子爵ウィリアム・バリントンを選んだ。
1757年5月にピット＝デヴォンシャー公爵内閣崩壊の理由となった動議を提出した。そのため、6月に大ピットがニューカッスル公爵と手を組み、第2次ニューカッスル公爵内閣を組閣したときは危うく解任されるところだったが、結局留任した。1760年にはニューカッスル公爵への申請を経て1760年3月20日に枢密顧問官に就任した。1761年、今度はサー・トマス・ロビンソンに官職を与えるためという理由で再び解任の危機に陥ったが、第3代ビュート伯爵ジョン・ステュアートへの申請を経て留任した。
1761年イギリス総選挙ではウェイマス・アンド・メルコム・レジスでの推薦を受けられず、代わりにフォックスの助言を受けてエイルズベリー選挙区から出馬した。エイルズベリーはいわゆる「金で動く」選挙区（venal borough）であり、エリスは妻の父スタンホープが影響力を有し、ニューカッスル公爵からの支持を受けているといった有利な情勢にありながら、当選に2,000ポンドも費やした。

### 戦時大臣（1762年 – 1765年）

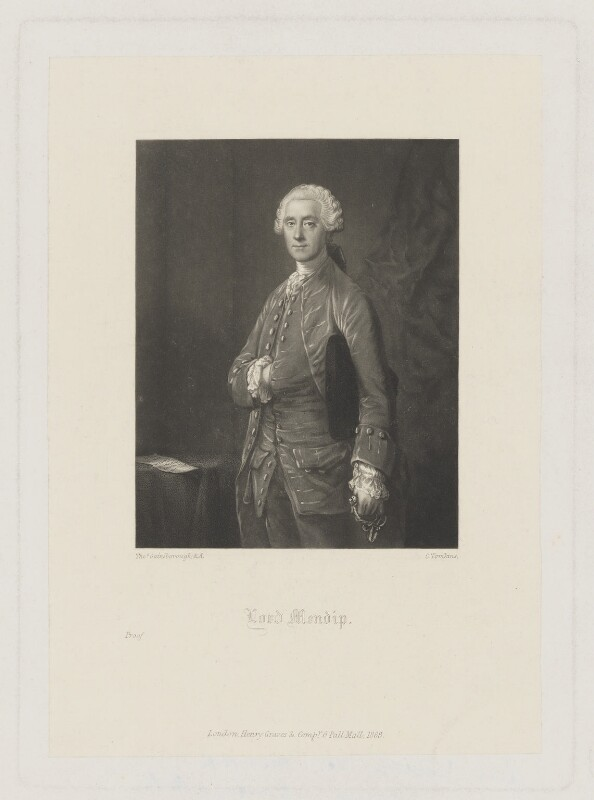
ウェルボア・エリス。1763年の肖像画に基づくメゾチント、1868年出版。

エリスは次にビュート伯爵に昇進を申請した。具体的には七年戦争の講和会議におけるイギリス代表（1761年4月）、財務大臣（1762年8月）、閣僚（1763年4月）といった申請が行われ、官職就任の噂も在デン・ハーグ大使（1762年6月）、在ウィーン大使（1762年9月）と絶えなかった。いずれも実現しなかったが、最終的には1762年12月にアイルランド副大蔵卿を辞し、12月27日に戦時大臣に任命された。1763年8月に海軍卿への就任を首相ジョージ・グレンヴィルに申請したが、失敗している。
戦時大臣として1763年3月に陸軍の予算について演説して好評を受け、1765年にスピッタルフィールド暴動の鎮圧に陸軍を投入した。議会では常に政府を支持した。この時期には北米と西インド植民地に課税すべき、リンゴ酒税法案への反対者に譲歩すべきではないとの考えをジェームズ・ハリスに披露している。
1765年7月に第1次ロッキンガム侯爵内閣が成立すると、戦時大臣を辞任した。

### 野党期（1765年 – 1770年）
戦時大臣を辞任した後、国王ジョージ3世に対し「陰謀を弄したことがなく、疑いや誤解を招かないよう他人とつるまなかった」、「国王陛下からの好意を確信している」と述べ、ジョージ3世からエリスが忘れられることはないとの返答を受けた。エリスは陸軍支払長官への共同就任の噂を聞くとそれに抗議して、代わりにアイルランド副大蔵卿への再任を強く求めたが、半年後になっても就任はかなわなかった。ジョージ3世はエリスの米州植民地への強硬な態度を知ると、第3代グラフトン公爵オーガスタス・フィッツロイが辞任した後の内閣改造において、1766年7月/9月にエリスを大ピットに推薦したが、大ピットに拒否された。
議会では植民地への態度を変えず、1766年2月に印紙法廃止への反対演説をしたうえで反対票を投じた。チャタム伯爵内閣期では1766年12月に大ピット（1766年にチャタム伯爵に叙爵）のイギリス東インド会社調査議案への反対演説をしたが、それ以外では1767年2月の土地税法案、1768年2月のヌルム・テンプス法案（Nullum Tempus Bill）に賛成、グラフトン公爵内閣期では1769年のジョン・ウィルクス当選問題において政府を支持した。
エイルズベリー選挙区では有権者との関係がうまくいなかった。（戦時大臣の辞任直後である）1765年8月時点ではすぐに官職に任命されると予想されたため、官職就任に伴う出直し選挙を準備したが、1761年の総選挙と1762年の官職就任に伴う出直し選挙ですでに2度金銭を支払ったにもかかわらず、再度支払いを求められた。エリス自身によれば、支払いを渋って交渉しようとしても、エイルズベリーの有権者は値段を下げず、代わりに他人を当選させるという。いずれにせよ、エリスは1768年イギリス総選挙でピーターズフィールド選挙区から出馬して当選した。

### ノース内閣期（1770年 – 1782年）

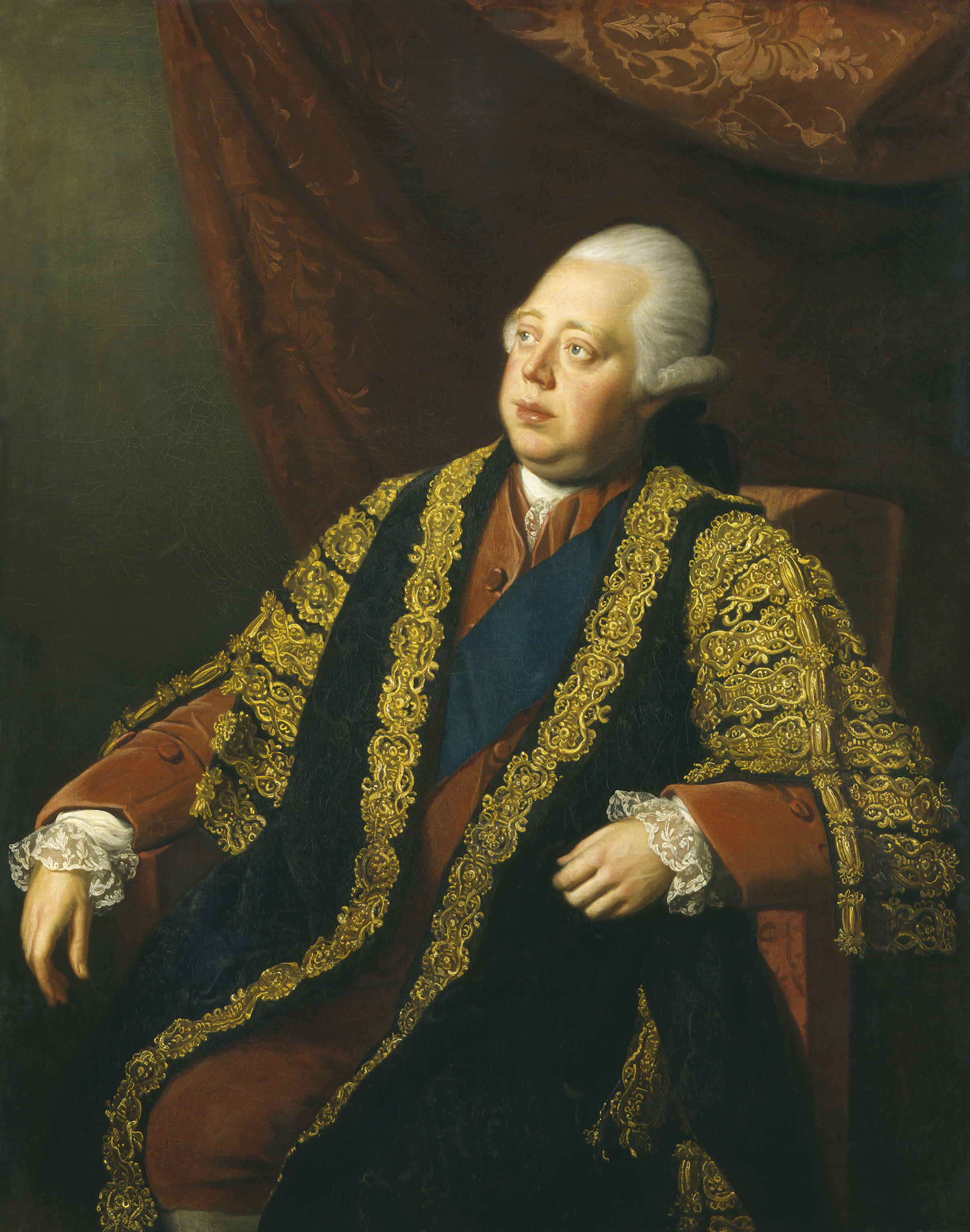
首相ノース卿フレデリック・ノースの肖像画。ナサニエル・ダンス＝ホランド画、1773年/1774年。

ノース内閣が成立した後、1770年4月31日にアイルランド副大蔵卿を再任した。この時期においても植民地への強硬な態度を崩さず、1770年3月の演説で「（アメリカにおける）すべての混乱は印紙法の廃止に起因する」と述べ、首相ノース卿フレデリック・ノースが提出したタウンゼンド関税法の部分撤廃法案に反対した。アメリカ独立戦争の勃発直後、1775年2月にノース卿が提出した和解決議にも「アメリカ人からの、私たちの優位に対する明示的かつ決定的な承認がない」として反対した。
植民地以外では1771年にロンドン市長ブラス・クロスビーの議会議事録出版問題をめぐって弁論を主導し、クロスビーのロンドン塔送りを動議して可決させた。1774年イギリス総選挙でウェイマス・アンド・メルコム・レジスに鞍替えして再選、1780年と1784年の総選挙でも再選した。
1777年3月にアイルランド副大蔵卿を辞任、同年6月10日に海軍財務長官に就任した。さらに1782年2月11日にはジョージ・ジャーメイン卿の後任としてアメリカ担当国務大臣に就任した。このとき、イギリスはアメリカ独立戦争できわめて不利な情勢になっており、『英国議会史』ではエリスが「信用されなくなった政策を継承し、崩れそうになった内閣に入閣した」、「ノース内閣を救える人はいない」と評した。それでも2月22日に「好戦的」（bellicose、『オックスフォード英国人名事典』による評価）な演説をして、戦争継続を支持したが、エドマンド・バークに厳しく批判された。3月15日の弁論で連立内閣の組閣を支持したが、数日後には首相ノース卿が辞任、エリスも国務大臣を退任した。

### 2度目の野党期（1783年 – 1793年）
国務大臣を退任した後、エリスは二度と官職に就任せず、代わりに叙爵を目標とした。そのため、エリスの議会活動は続き、1783年2月に第2代シェルバーン伯爵ウィリアム・ペティの予備講和条約に反対票を投じる、1783年11月にチャールズ・ジェームズ・フォックスの東インド法案に賛成票を投じるなど、概ねノース派として行動した。また、1783年5月には小ピットの選挙改革動議への反対演説をした。同年4月にフォックス＝ノース連立内閣が成立すると、ジョージ3世に手紙を書き、「42年間議員を務めたが、この長期間において他人と連合した野党活動を一度もしなかった」とアピールした。アイルランド総督の第2代ノーティントン伯爵ロバート・ヘンリーがエリスの叙爵を支持、ジョージ3世自身も前向きだったが、結局エリスの叙爵申請を拒否した。ホイッグ党のウィリアム・ウィンダムはエリスの申請が失敗したので、誰が申請しても通る可能性が低いと評した。
叙爵申請が失敗した後、エリスは野党活動に戻り、1784年3月の演説で小ピットを批判、同年から1790年まで野党の一員として頻繁に演説、投票した。1789年1月と1789年6月の庶民院議長選挙では野党候補の第4代準男爵サー・ギルバート・エリオットの推薦者を務めた。
1790年6月の総選挙で議席を得られなかったが、1791年4月に第3代ポートランド公爵ウィリアム・キャヴェンディッシュ＝ベンティンクの推薦を受けて、ピーターズフィールドの補欠選挙で当選した。この議席はエリスが購入したものとされる。1791年以降も野党の一員として投票したが、演説することはなくなり、ノース卿の死後はポートランド公爵派の一員になった。
フランス革命が勃発すると革命に反対の立場をとり、チャールズ・ジェームズ・フォックスと距離を置いたほか、野党活動も止めた。1794年初にはポートランド公爵派のバーリントン・ハウスでの会合に参加するようになり、同年夏にポートランド公爵が入閣すると、公爵はエリスの叙爵申請を通した。1794年8月13日、エリスはグレートブリテン貴族であるサマセットにおけるメンディップのメンディップ男爵に叙された。この爵位には特別残余権（special remainder）が定められており、初代男爵の男系男子が断絶した場合、初代男爵の姉アン（Anne、1707年 – 1765年）の長男ジェームズ（1734年3月25日 – 1788年12月29日）、次男ウェルボア（1735年 – 1805年10月30日）、三男チャールズ（1736年12月22日 – 1809年7月14日）およびそれぞれの男系男子が順番に継承すると定められた。アンには4人目の息子ヘンリー（1798年5月14日没）がいたが、ヘンリーは特別残余権の規定に含まれなかった。

### 最晩年
爵位を受けた後、貴族院に移籍したが、貴族院で演説した記録はなかった。庶民院の議席についてはポートランド公爵が指名したチャールズ・グレヴィルに譲った。
1802年2月2日にメイフェアのブルック・ストリートで死去、7日にウェストミンスター寺院の北翼廊に埋葬された。寺院ではエリスの墓石や記念碑は建てられていない。メンディップ男爵位は特別残余権に基づき、姉アンの長男ジェームズの息子ヘンリー・ウェルボアが継承した。

## 人物と評価
ジェームズ・ハリスはエリスの陸軍予算に関する演説（1763年3月4日）を「エリス氏が演説をはじめてから1時間経過したが、その整然、エレガント、明快な演説をする手腕により、議員の注目を失うことなく、最後まで称賛をもって聴かれた」と賞賛した。ナサニエル・ラクソールもエリスの演説が「聴く人に衝撃を与えたり興奮させるというよりは、説得を目的としている」と評した。しかし、ラクソールによれば、エリスの演説が聴かれたのは論拠の有力さというよりは、エリスの老齢、性格と経験が理由であり、したがってエリスが政府を支持しなくなっても惜しまれなかったという。

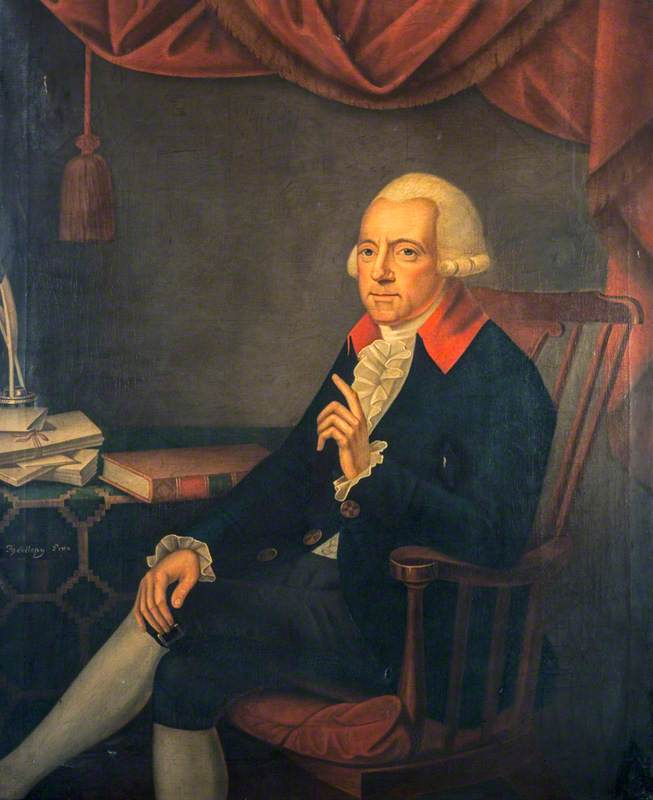
エリスを描いた絵画（作：ティモシー・コロピー）

形式を重視する一面があり、ラクソールは回想録で「（エリスは）議場で与党の席に座るとき、いつもセント・ジェームズ宮殿の客間に行くときのような服装をしている」と述べている。政治観では議会議事録の出版に反対、選挙改革にも反対するなど保守寄りであり、米州植民地には常に強硬な態度をもって臨むべきだと主張した。
特に晩年において政界の長老として扱われ、小ピットによる形容として次のものがある。1781年11月末、庶民院は第2代コーンウォリス伯爵チャールズ・コーンウォリスの降伏の報せが届いたという情勢の中、陸軍予算について弁論した。小ピットがアメリカ担当国務大臣ジョージ・ジャーメイン卿と首相ノース卿の発言の矛盾を指摘すると、ジャーメインとノースは小声で議論しはじめた。当時海軍財務長官だったエリスが身をかがめて2人の議論に加わると、小ピットはすかさず「ネストールがアガメムノーンとアキレウスの論争を落ち着かせるまで待ちましょう」と言った。小ピット以外ではラクソールもエリスを「庶民院のネストール」と評している。エリスが死去したとき、初代グレンバーヴィー男爵シルヴェスター・ダグラスは日記で「尊敬に値する政治家、古流の政治家としてはほぼ最後の一人」と形容し、「（エリス以外で）サー・ロバート・ウォルポール（1745年没）とともに議員を務めた、存命中の人物は存じ上げていない」とも述べた。
一方、同時代の批評家から批判されることが多く、グラフトン公爵内閣期の覆面作家ジュニアスはエリスに「小人エリス」（little mannikin Ellis）、「グリルドリッグ」（Grildrig。ガリヴァー旅行記において、主人公ガリヴァーの巨人の国における呼称）などの蔑称をつけた。ホレス・ウォルポールはエリスをヘンリー・フォックスの「ジャッカル」（Jackal）と評し、友人への手紙で度々エリスを揶揄した。前妻エリザベスの親族にあたる第4代スタンホープ伯爵フィリップ・スタンホープも「低身長を笑われたが、知性の高さで埋め合わせることもできなかった」と酷評している。
文化面では1745年6月20日に王立協会フェローに選出され、1773年7月7日にオックスフォード大学からD.C.L.の学位を授与されたほか、1780年には大英博物館理事を務め、自身も書物を収集した。

## 家族と私生活

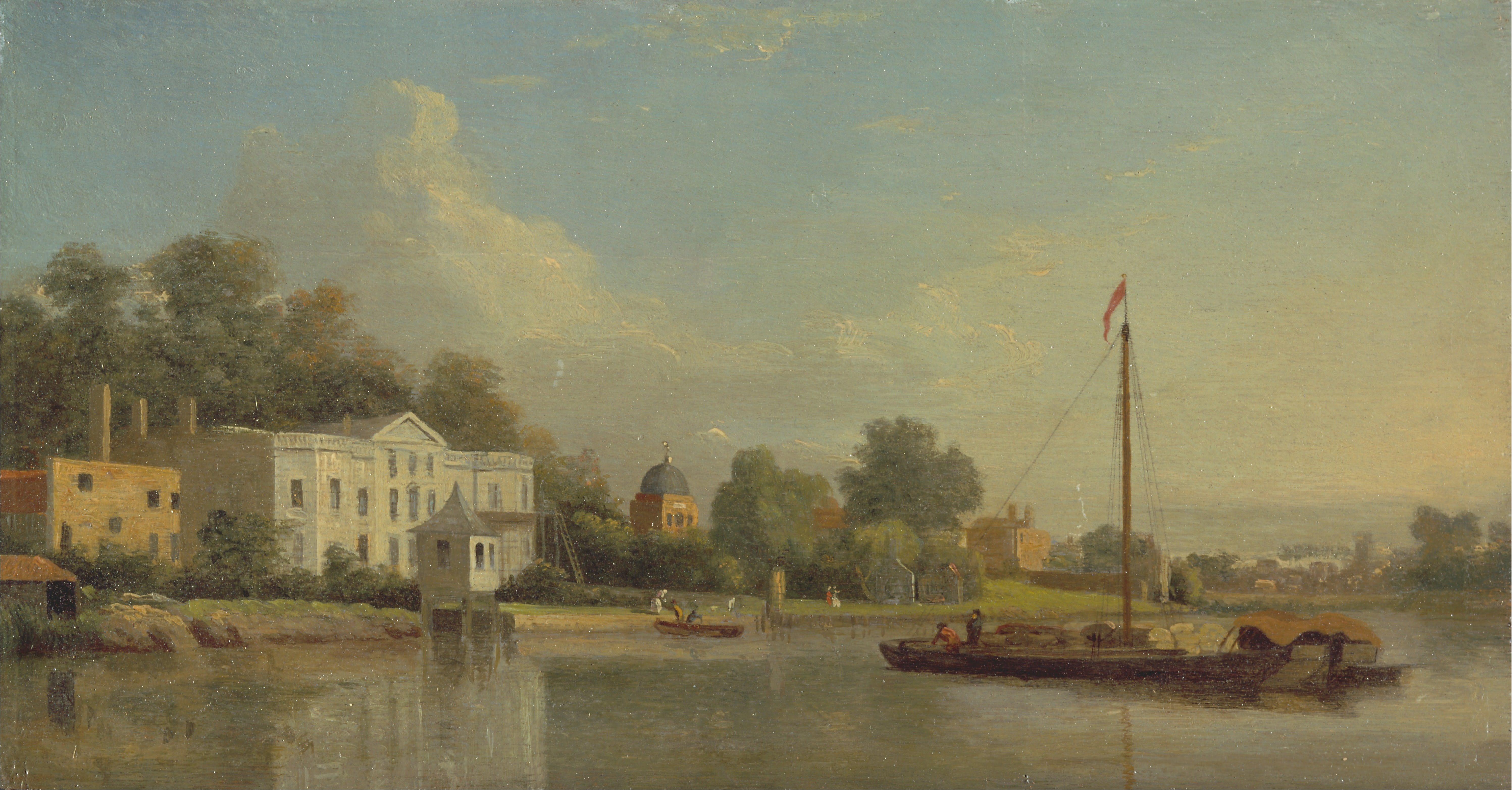
1759年ごろのポープズ・ヴィラ、サミュエル・スコット画。

1744年から1747年までソーホー・スクエア38号に住んだ。
1747年11月18日、エリザベス・スタンホープ（Elizabeth Stanhope、1761年8月1日没、サー・ウィリアム・スタンホープ閣下の娘）と結婚したが、2人の間に子供はいなかった。エリザベスの友人はこの結婚に反対したという。2人はハンプシャーのティルニー・ホール（Tylney Hall）とトゥイッケナムのポープズ・ヴィラ（アレキサンダー・ポープが1744年に死去した後、ウィリアム・スタンホープが1745年に購入した不動産）に住み、ポープズ・ヴィラではホレス・ウォルポールなど多くのゲストを夕食に招いた。エリスは初代準男爵サー・トマス・ロビンソンとともにスタンホープを説得して、ポープズ・ヴィラを改築させたが、『英国人名事典』はこの改築でヴィラが「台無しになった」と評した。スタンホープはほかにもポープズ・ヴィラ周辺の不動産を購入しはじめ、その死後はエリスが続け、1788年にヒース・レーン・ロッジ（Heath Lane Lodge）を、1799年にクロス・ディープ・ロッジ（Cross Deep Lodge）を購入している。エリスの死後、ポープズ・ヴィラはスタンホープと同族の第5代チェスターフィールド伯爵フィリップ・スタンホープが相続したが、チェスターフィールド伯爵は即座にポープズ・ヴィラを初代準男爵サー・ジョン・ブリスコー（1739年 – 1805年）に売却した。
1756年から少なくとも1762年までホワイトホールにもタウンハウスを賃貸した。
1765年7月20日、アン・スタンリー（Anne Stanley、1725年ごろ – 1803年12月7日、ジョージ・スタンリーの長女、外交官ハンス・スタンリーの姉）と再婚したが、2人の間に子供はいなかった。アンの姉妹サラ（Sarah、1725年 – 1821年）は同年にクリストファー・ドイリーと結婚しており、エリスは後にドイリーの政界におけるパトロンを務めた。